# Světový pohár v biatlonu 2014/2015
Světový pohár v biatlonu 2014/2015 byl 38. ročník světového poháru pořádaný Mezinárodní biatlonovou unií (IBU). Sezóna začala 29. listopadu 2014 ve švédském Östersundu a skončila 22. března 2015 finálovým okruhem světového poháru v ruskémChanty-Mansijsku. Hlavní událostí tohoto ročníku bylo mistrovství světa konané od 3. do 15. března 2015 ve finském Kontiolahti.
Vítězství v celkovém pořadí ze předcházející sezóny obhajovali Francouz Martin Fourcade, který dokázal v hodnocení zvítězit už počtvrté za sebou, a Finka Kaisa Mäkäräinenová, která skončila v celkovém hodnocení na 2. pozici. Vítězkou celkového hodnocení se poporvé stala Běloruska Darja Domračevová, která o svém vítězství rozhodla až posledním závodem. 
V pořadí národů dosáhli čeští biatlonisté nejlepší hodnocení v historii – ženy skončily druhé a muži pátí. Nejúspěšnější byla štafeta žen, které se kromě závodu na mistrovství světa vždy umístila na stupních vítězů; z toho třikrát na nejvyšším. Získala také malý křišťálový globus za vítězství v celkovém pořadí této disciplíny. Z jednotlivců byla nejlepší Veronika Vítková, která získala včetně mistrovství světa 13 medailí, z toho 6 individuálních a 7 ze štafet. V Oberhofu vyhrála také svůj první individuální závod ve světovém poháru, když ovládla sprint. Umístila se na čtvrtém místě v celkovém pořadí světového poháru. Přes horší začátek se dařilo i Gabriele Soukalové, která získala 10 medailí a celkově se umístila na 6. místě. Úspěšné byly i Eva Puskarčíková a Jitka Landová, které se pravidelně umísťovaly na bodovaných místech a především pomohly k medailím české štafety. Z mužů byli nejúspěšnější Ondřej Moravec a Michal Šlesingr. Moravcovi se povedlo především mistrovství světa, ze kterého si odvezl 3 medaile. Oba také dosáhli svého nejlepšího výsledku v světovém poháru – Moravec skončil v tomto ročníku na šesté příčce, Šlesingr osmý.

## Program
Kompletní program Světového poháru v biatlonu 2014/2015:
Poprvé byl do programu světového poháru zařazen smíšený závod dvojic a to února 2015 Nové Město na Moravě.
| Místo konání       | Datum konání                   | Sprint | Stíhací závod | Závod s hromadnýmstartem | Vytrvalostní závod | Štafeta | Smíšená štafeta | Smíšený závod dvojic |
| ------------------ | ------------------------------ | ------ | ------------- | ------------------------ | ------------------ | ------- | --------------- | -------------------- |
| Östersund          | 29. listopadu–7. prosince 2014 | ●      | ●             |                          | ●                  |         | ●               |                      |
| Hochfilzen         | 11.–14. prosince 2014          | ●      | ●             |                          |                    | ●       |                 |                      |
| Pokljuka           | 17.–21. prosince 2014          | ●      | ●             | ●                        |                    |         |                 |                      |
| Oberhof            | 6.–11. ledna 2015              | ●      |               | ●                        |                    | ●       |                 |                      |
| Ruhpolding         | 13.–18. ledna 2015             | ●      |               | ●                        |                    | ●       |                 |                      |
| Anterselva         | 21.–25. ledna 2015             | ●      | ●             |                          |                    | ●       |                 |                      |
| Nové Město         | 5.–8. února 2015               | ●      | ●             |                          |                    |         | ●               | ●                    |
| Holmenkollen       | 11.–15. února 2015             | ●      |               |                          | ●                  | ●       |                 |                      |
| Kontiolahti (MS)   | 3.–15. března 2015             | ●      | ●             | ●                        | ●                  | ●       | ●               |                      |
| Chanty-Mansijsk    | 18.–22. března 2015            | ●      | ●             | ●                        |                    |         |                 |                      |
| Celkově: 66 závodů | Celkově: 66 závodů             | 10     | 7             | 5                        | 3                  | 6       | 3               | 1                    |

## Pořadí Světového poháru

### Celkové pořadí (po 10 podnicích)
| Muži             | Muži                 | Muži |
| Pořadí           | Jméno                | Body |
| ---------------- | -------------------- | ---- |
| Zlatá medaile    | Martin Fourcade      | 1042 |
| Stříbrná medaile | Anton Šipulin        | 978  |
| Bronzová medaile | Jakov Fak            | 883  |
| 4.               | Simon Schempp        | 792  |
| 5.               | Johannes Thingnes Bø | 728  |
| 6.               | Ondřej Moravec       | 655  |
| 7.               | Jevgenij Garaničev   | 635  |
| 8.               | Michal Šlesingr      | 630  |
| 9.               | Emil Hegle Svendsen  | 613  |
| 10.              | Erik Lesser          | 606  |
| 41.              | Jaroslav Soukup      | 145  |
| 51.              | Michal Krčmář        | 99   |
| 66.              | Tomáš Krupčík        | 43   |

| Ženy             | Ženy                    | Ženy |
| Pořadí           | Jméno                   | Body |
| ---------------- | ----------------------- | ---- |
| Zlatá medaile    | Darja Domračevová       | 1094 |
| Stříbrná medaile | Kaisa Mäkäräinenová     | 1047 |
| Bronzová medaile | Valentyna Semerenková   | 869  |
| 4.               | Veronika Vítková        | 798  |
| 5.               | Franziska Hildebrandová | 761  |
| 6.               | Gabriela Soukalová      | 758  |
| 7.               | Dorothea Wiererová      | 751  |
| 8.               | Laura Dahlmeierová      | 725  |
| 9.               | Franziska Preussová     | 658  |
| 10.              | Karin Oberhoferová      | 651  |
| 32.              | Eva Puskarčíková        | 238  |
| 47.              | Jitka Landová           | 137  |
| 67.              | Barbora Tomešová        | 38   |

### Pořadí národů (konečné pořadí po 10 podnicích)
| Muži             | Muži      | Muži   |
| Pořadí           | Země      | Body   |
| ---------------- | --------- | ------ |
| Zlatá medaile    | Norsko    | 8096,5 |
| Stříbrná medaile | Německo   | 8001,5 |
| Bronzová medaile | Francie   | 7812,5 |
| 4.               | Rusko     | 7800   |
| 5.               | Česko     | 6755,5 |
| 6.               | Rakousko  | 6750   |
| 7.               | Ukrajina  | 6216   |
| 8.               | Švýcarsko | 5642,5 |
| 9.               | Kanada    | 5609   |
| 10.              | Slovinsko | 5581,5 |

| Ženy             | Ženy      | Ženy   |
| Pořadí           | Země      | Body   |
| ---------------- | --------- | ------ |
| Zlatá medaile    | Německo   | 7853,5 |
| Stříbrná medaile | Česko     | 7646,5 |
| Bronzová medaile | Francie   | 7400,5 |
| 4.               | Bělorusko | 7266,5 |
| 5.               | Ukrajina  | 7074   |
| 6.               | Rusko     | 7001   |
| 7.               | Norsko    | 6942,5 |
| 8.               | Itálie    | 6818   |
| 9.               | Polsko    | 6013,5 |
| 10.              | Rakousko  | 5259   |

### Sprint (konečné pořadí po 10 závodech)
| Muži             | Muži                 | Muži |
| Pořadí           | Jméno                | Body |
| ---------------- | -------------------- | ---- |
| Zlatá medaile    | Martin Fourcade      | 416  |
| Stříbrná medaile | Anton Šipulin        | 370  |
| Bronzová medaile | Simon Schempp        | 354  |
| 4.               | Jakov Fak            | 337  |
| 5.               | Johannes Thingnes Bø | 330  |
| 6.               | Jevgenij Garaničev   | 258  |
| 7.               | Ondřej Moravec       | 254  |
| 8.               | Michal Šlesingr      | 242  |
| 9.               | Arnd Peiffer         | 241  |
| 10.              | Benjamin Weger       | 239  |

| Ženy             | Ženy                    | Ženy |
| Pořadí           | Jméno                   | Body |
| ---------------- | ----------------------- | ---- |
| Zlatá medaile    | Darja Domračevová       | 416  |
| Stříbrná medaile | Kaisa Mäkäräinenová     | 364  |
| Bronzová medaile | Veronika Vítková        | 347  |
| 4.               | Dorothea Wiererová      | 333  |
| 5.               | Valentyna Semerenková   | 328  |
| 6.               | Tiril Eckhoffová        | 307  |
| 7.               | Franziska Hildebrandová | 302  |
| 8.               | Laura Dahlmeierová      | 292  |
| 9.               | Gabriela Soukalová      | 281  |
| 10.              | Karin Oberhoferová      | 266  |

### Stíhací závod (konečné pořadí po 7 závodech)
| Muži             | Muži                | Muži |
| Pořadí           | Jméno               | Body |
| ---------------- | ------------------- | ---- |
| Zlatá medaile    | Martin Fourcade     | 335  |
| Stříbrná medaile | Anton Šipulin       | 305  |
| Bronzová medaile | Jakov Fak           | 282  |
| 4.               | Simon Schempp       | 228  |
| 5.               | Erik Lesser         | 207  |
| 6.               | Emil Hegle Svendsen | 199  |
| 7.               | Tarjei Bø           | 183  |
| 8.               | Fredrik Lindström   | 181  |
| 9.               | Jevgenij Garaničev  | 179  |
| 10.              | Nathan Smith        | 172  |

| Ženy             | Ženy                    | Ženy |
| Pořadí           | Jméno                   | Body |
| ---------------- | ----------------------- | ---- |
| Zlatá medaile    | Kaisa Mäkäräinenová     | 348  |
| Stříbrná medaile | Darja Domračevová       | 347  |
| Bronzová medaile | Valentyna Semerenková   | 255  |
| 4.               | Laura Dahlmeierová      | 224  |
| 5.               | Dorothea Wiererová      | 214  |
| 6.               | Franziska Hildebrandová | 204  |
| 7.               | Gabriela Soukalová      | 195  |
| 8.               | Franziska Preussová     | 194  |
| 9.               | Veronika Vítková        | 191  |
| 10.              | Jekatěrina Glazyrinová  | 190  |

### Vytrvalostní závod (konečné pořadí po 3 závodech)
| Muži             | Muži                 | Muži |
| Pořadí           | Jméno                | Body |
| ---------------- | -------------------- | ---- |
| Zlatá medaile    | Serhij Semenov       | 142  |
| Stříbrná medaile | Martin Fourcade      | 120  |
| Bronzová medaile | Emil Hegle Svendsen  | 114  |
| 4.               | Michal Šlesingr      | 109  |
| 5.               | Johannes Thingnes Bø | 108  |
| 6.               | Simon Fourcade       | 100  |
| 7.               | Erik Lesser          | 98   |
| 8.               | Jakov Fak            | 91   |
| 9.               | Jevgenij Garaničev   | 86   |
| 10.              | Ondřej Moravec       | 77   |

| Ženy             | Ženy                    | Ženy |
| Pořadí           | Jméno                   | Body |
| ---------------- | ----------------------- | ---- |
| Zlatá medaile    | Kaisa Mäkäräinenová     | 162  |
| Stříbrná medaile | Darja Domračevová       | 139  |
| Bronzová medaile | Veronika Vítková        | 122  |
| 4.               | Franziska Hildebrandová | 103  |
| 5.               | Naděžda Skardinová      | 89   |
| 6.               | Gabriela Soukalová      | 86   |
| 7.               | Jekatěrina Jurlovová    | 82   |
| 8.               | Laura Dahlmeierová      | 81   |
| 9.               | Susan Dunkleeová        | 79   |
| 10.              | Megan Heinickeová       | 78   |

### Závod s hromadným startem (konečné pořadí po 5 závodech)
| Muži             | Muži                 | Muži |
| Pořadí           | Jméno                | Body |
| ---------------- | -------------------- | ---- |
| Zlatá medaile    | Anton Šipulin        | 188  |
| Stříbrná medaile | Jakov Fak            | 165  |
| Bronzová medaile | Martin Fourcade      | 147  |
| 4.               | Simon Eder           | 174  |
| 5.               | Ondřej Moravec       | 167  |
| 6.               | Michal Šlesingr      | 148  |
| 7.               | Simon Schempp        | 146  |
| 8.               | Fredrik Lindström    | 146  |
| 9.               | Johannes Thingnes Bø | 144  |
| 10.              | Tarjei Bø            | 134  |

| Ženy             | Ženy                    | Ženy |
| Pořadí           | Jméno                   | Body |
| ---------------- | ----------------------- | ---- |
| Zlatá medaile    | Franziska Preussová     | 218  |
| Stříbrná medaile | Valentyna Semerenková   | 210  |
| Bronzová medaile | Darja Domračevová       | 206  |
| 4.               | Gabriela Soukalová      | 200  |
| 5.               | Kaisa Mäkäräinenová     | 193  |
| 6.               | Karin Oberhoferová      | 172  |
| 7.               | Anaïs Bescondová        | 166  |
| 8.               | Franziska Hildebrandová | 163  |
| 9.               | Darja Virolajnenová     | 141  |
| 10.              | Veronika Vítková        | 137  |

### Štafeta (konečné pořadí po 6 závodech)
| Muži             | Muži      | Muži |
| Pořadí           | Jméno     | Body |
| ---------------- | --------- | ---- |
| Zlatá medaile    | Rusko     | 311  |
| Stříbrná medaile | Norsko    | 308  |
| Bronzová medaile | Německo   | 305  |
| 4.               | Francie   | 279  |
| 5.               | Rakousko  | 242  |
| 5.               | Ukrajina  | 206  |
| 7.               | Kanada    | 198  |
| 8.               | Česko     | 193  |
| 9.               | Slovinsko | 189  |
| 10.              | Švýcarsko | 185  |

| Ženy             | Ženy      | Ženy |
| Pořadí           | Jméno     | Body |
| ---------------- | --------- | ---- |
| Zlatá medaile    | Česko     | 316  |
| Stříbrná medaile | Německo   | 302  |
| Bronzová medaile | Francie   | 266  |
| 4.               | Bělorusko | 262  |
| 5.               | Itálie    | 253  |
| 5.               | Ukrajina  | 238  |
| 7.               | Norsko    | 232  |
| 8.               | Rusko     | 230  |
| 9.               | Polsko    | 196  |
| 10.              | Kanada    | 180  |

### Smíšená štafeta (konečné pořadí po 3 závodech)
| Pořadí           | Země                   | Body |
| ---------------- | ---------------------- | ---- |
| Zlatá medaile    | Norsko                 | 216  |
| Stříbrná medaile | Francie                | 194  |
| Bronzová medaile | Česko                  | 174  |
| 4.               | Ukrajina               | 169  |
| 5.               | Německo                | 167  |
| 6.               | Rusko                  | 163  |
| 7.               | Bělorusko              | 139  |
| 8.               | Spojené státy americké | 138  |
| 9.               | Rakousko               | 131  |
| 10.              | Slovinsko              | 120  |

## Medailové pořadí zemí
| Pořadí | Země      | 1. místo | 2. místo | 3. místo | Celkově |
| ------ | --------- | -------- | -------- | -------- | ------- |
| 1.     | Německo   | 11       | 16       | 8        | 35      |
| 2.     | Francie   | 11       | 8        | 10       | 29      |
| 3.     | Norsko    | 10       | 6        | 10       | 26      |
| 4.     | Bělorusko | 9        | 4        | 3        | 16      |
| 5.     | Rusko     | 7        | 10       | 7        | 24      |
| 6.     | Česko     | 6        | 8        | 7        | 21      |
| 7.     | Finsko    | 6        | 4        | 3        | 13      |
| 8.     | Slovinsko | 4        | 0        | 3        | 7       |
| 9.     | Ukrajina  | 1        | 2        | 8        | 11      |
| 10.    | Kanada    | 1        | 1        | 0        | 2       |
| 11.    | Itálie    | 0        | 4        | 4        | 8       |
| 12.    | Rakousko  | 0        | 2        | 2        | 4       |
| 13.    | Polsko    | 0        | 1        | 1        | 2       |
|        | Celkem    | 66       | 66       | 66       | 198     |

## Významné úspěchy
První individuální vítězství ve světovém poháru
- Tiril Eckhoffová (NOR), 24 let, v její 4. sezóně; ve sprintu v Östersundu; první stupně vítězů obsadila ve stíhacím závodě v Annecy v sezóně 2013/14
- Veronika Vítková (CZE), 26 let, v její 9. sezóně; ve sprintu v Oberhofu; první stupně vítězů obsadila ve stíhacím závodě v Oberhofu v sezóně 2012/13
- Fanny Hornová Birkelandová (NOR), 26 let, v její 6. sezóně; ve sprintu v Ruhpoldingu; byly to také její první individuální stupně vítězů
- Laura Dahlmeierová (GER), 21 let, v její 3. sezóně; ve sprintu v Novém Městě na Moravě; první stupně vítězů obsadila ve sprintu v Anterselvě v sezóně 2014/15
- Erik Lesser (GER), 26 let, v jeho 6. sezóně; ve stíhacím závodě na Mistrovství světa v Kontiolahti; první stupně vítězů obsadil ve vytrvalostním závodě v Östersundu v sezóně 2012/13
- Jekatěrina Jurlovová (RUS), 30 let, v její 7. sezóně; ve vytrvalostním závodě na Mistrovství světa v Kontiolahti; zároveň to byly její první stupně vítězů ve světovém poháru
- Nathan Smith (CAN), 29 let, v jeho 7. sezóně; ve stíhacím závodě v Chanty-Mansijsku; první stupně vítězů obsadil ve sprintu na Mistrovství světa v Kontiolahti v sezóně 2014/15

První individuální stupně vítězů ve světovém poháru
- Karin Oberhoferová (ITA), 29 let, v její 6. sezóně; 2. místo ve sprintu v Hochfilzenu
- Nicole Gontierová (ITA), 23 let, v její 4. sezóně; 3. místo ve sprintu v Oberhofu
- Franziska Preussová (GER), 20 let, v její 2. sezóně; 2. místo v závodě s hromadným startem v Ruhpoldingu
- Quentin Fillon Maillet (FRA), 22 let, v jeho 2. sezóně; 2. místo v závodě s hromadným startem v Ruhpoldingu
- Laura Dahlmeierová (GER), 21 let, v její 3. sezóně; 3. místo ve sprintu v Anterselvě
- Franziska Hildebrandová (GER), 27 let, v její 4. sezóně; 2. místo ve sprintu v Novém Městě na Moravě
- Nathan Smith (CAN), 29 let, v jeho 7. sezóně; 2. místo ve sprintu na Mistrovství světa v Kontiolahti
- Weronika Nowakowská-Ziemniaková (POL), 28 let, v její 8. sezóně; 2. místo ve sprintu na Mistrovství světa v Kontiolahti
- Jekatěrina Jurlovová (RUS), 30 let, v její 7. sezóně; 1. místo ve vytrvalostním závodě na Mistrovství světa v Kontiolahti
- Benedikt Doll (GER), 24 let, v jeho 4. sezóně; 3. místo ve sprintu v Chanty-Mansijsku

Individuální vítězství v tomto ročníku světového poháru (v závorkách je uveden celkový počet vítězství)
- Darja Domračevová (BLR), 9 (25)
- Martin Fourcade (FRA), 8 (37)
- Kaisa Mäkäräinenová (FIN), 6 (15)
- Jakov Fak (SLO), 4 (7)
- Johannes Thingnes Bø (NOR), 3 (8)
- Simon Schempp (GER), 3 (5)
- Emil Hegle Svendsen (NOR), 2 (37)
- Anton Šipulin (RUS), 2 (7)
- Marie Dorinová Habertová (FRA), 2 (2)
- Laura Dahlmeierová (GER), 2 (2)
- Gabriela Soukalová (CZE), 1 (8)
- Arnd Peiffer (GER), 1 (7)
- Valentyna Semerenková (UKR), 1 (2)
- Tiril Eckhoffová (NOR), 1 (1)
- Veronika Vítková (CZE), 1 (1)
- Fanny Hornová Birkelandová (NOR), 1 (1)
- Erik Lesser (GER), 1 (1)
- Jekatěrina Jurlovová (RUS), 1 (1)
- Nathan Smith (CAN), 1 (1)

Poznámka: U celkových vítězství jsou započítána vítězství na mistrovství světa a na olympijských hrách, kromě ZOH v Soči 2014.